# Яковенко Олена Миколаївна
Оле́на Микола́ївна Якове́нко (25 липня 1914, місто Мерефа, (нині Харківського району Харківської області) — 1999) — український графік і живописець.

## Біографічні дані
1938 року вступила та 1946 року закінчила Харківський художній інститут. Навчалась у Олексія Кокеля, Семена Прохорова.
Жінка Чернова Леоніда Івановича.
Від 1946 року член Харківської організації Спілки художників України.
Учасниця республіканських, міжнародних і зарубіжних виставок від 1945 року.
Персональні виставки: 
- Харків — 1950, 1982,1993;
- Суми — 1962;
- Київ — 1969,1984.

## Твори
- Кольорові автолітографії:
  - «Річка Лієлупе біля Риги» (1954),
  - «Гурзуф» (1954),
  - «Соняшники» (1956).
- Пейзажі:
  - «На Ворсклі» (1960),
  - «Над ланами» (1963),
  - «Тиша» (1967),
  - «Влітку» (1969) та ін.
- Серія монотипій:
  - «Квітуча Україна» (1960—1965)